# Baraya
Baraya es un municipio colombiano ubicado en el departamento de Huila. Yace sobre la vertiente oriental del valle alto del río Magdalena, hacia las estribaciones del flanco occidental de la cordillera oriental. Su extensión territorial es de 737 km², su altura es de 730 m s. n. m. y su temperatura promedio es de 28 °C.
Cuenta con una población de 10.234 habitantes de acuerdo con proyección del DANE para año 2019. El casco urbano del municipio está localizado en la parte noreste del departamento (Región SubNorte). El territorio rural es más extenso en el municipio, ocupando el 90,62% del total, lo que origina su economía en actividades netamente del campo como la ganadería y agricultura con cultivos de café, cacao, maíz, plátano, frijol y frutales. Es conocida como «Capital del Eterno Retorno del Huila».
Por medio de Escritura pública N° 19 del 12 de diciembre de 1886, Don Miguel Manrique Vargas, quien nació el 1 de febrero de 1823 y murió el 26 de diciembre de 1903 en Villavieja, abuelo de Don Germán Uribe Manrique, donó el terreno donde se encuentra ubicado la población de Baraya.

## Historia
Los primeros habitantes que tomaron posesión de las tierras de La Nutria, fueron los indios guarocoes y los nutrios, dedicados a la agricultura fundamentalmente. El territorio de este municipio formó parte de la jurisdicción de Villavieja con el nombre de La Nutria, probablemente por el nombre de la quebrada que la baña. Buena parte del área de Baraya, comprendía los linderos de la hacienda conocida actualmente también como Reyes, así nombrada posiblemente por haber sido su primitivo dueño el presbítero Mario Tadeo de Reyes, cura de Neiva. Es de anotar que la Hacienda Reyes tenía la mayor parte de los territorios de los actuales municipios de Villavieja, Tello y Baraya. 
En 1841 ya se mencionaba como la región de Santa María de la Nutria. Después se empezó a fundar un caserío pajizo, incentivado principalmente por le comercio de quinas, la que era explotada en la región de Guayabero y servía para combatir el paludismo especialmente. Esta circunstancia motivó a muchos comerciantes a desplazarse al lugar fomentando esta actividad y dándole a Baraya mayor auge en este campo en años posteriores.
En 1856 no tenía capilla ni cementerio y es así que su importancia no era otra que un paradero de negociantes en quina y ganados. La feracidad de los terrenos, la salubridad del clima y la fertilidad de la zona, llamaba la atención de muchos comerciantes y de las personas dedicadas al pastoreo. Esta circunstancia permitió contar en poco tiempo con gentes distinguidas para el ejercicio de las actividades públicas y para consolidar capitales por las riquezas naturales que ofrecía la zona, no solo como aldea sino como distrito. Esto dio motivo para que fuera erigida como la Aldea de la Nutria por disposición de la ley 5 de diciembre de 1870. La asamblea legislativa del estado soberano del Tolima, por ley 51 de 1884...”Por gratitud y con el loable propósito de inmortalizar el nombre del prócer de la independencia, general Antonio Baraya, solicitan (los vecinos) se cambie el nombre de La Nutria por el de Baraya”, por los mismos límites que le asignó a la aldea de la Nutria la ley 5 de diciembre de 1870.
Por el decreto 157 de 28 de septiembre de 1885, el señor gobernador civil y militar del estado, general  Manuel Casablanca, dispuso:

Restablecer la aldea de Baraya por la misma demarcación que le fijó la última ley del estado sobre la materia. El territorio de la aldea queda segregado del distrito de Villavieja desde la fecha de publicación de este decreto.

## Elementos identitarios
Según la ley del Estado Soberano del Tolima, cuando se dio la erección del municipio el 28 de septiembre de 1885. Se asignó el nombre de Baraya, en honor a Antonio Baraya, prócer de la independencia. 

### Bandera
Está compuesta por un paño rectangular en amarillo, atravesado de diestra a siniestra por dos fajas paralelas e iguales de color rojo. Sobre la riqueza y el porvenir del municipio, los dos fuertes brazos del hombre, construyen una nueva vida y una patria promisoria. Fue diseñada por el político barayuno Guillermo Plazas Alcid.

### Escudo
Se encuentra dividido en dos cuarteles verticales, el primer cuartel con diez medios palos contrapalados en gules y plata. Segundo cuartel con dos figuras en un campo de color azul: En la parte superior, ruedas dentadas en oro y en la parte inferior: Un roble terrasado.

### Himno
Baraya cuenta con dos himnos. El himno folclórico y el oficial establecido por la administración municipal.
Desde muy lejos todos tus hijos, Te cantan siempre con cariño y amor.
Tierra huilense de mis ensueños, Tú eres la dueña de mi amor.
Soy barayuno tierra bendita, Tú eres mi encanto porque en tu seno nací.
Bajo tu cielo quiero morir, Tierra del alma te quiero tanto.
Baraya tierra mía, Son tus mujeres botones de rosas.
Baraya tierra mía, Te amo noche y día Baraya tus colinas.
Son tus mujeres botones de rosas, Igual tus montañas. De azul lejanía.

## Geografía

### Localización
El municipio está ubicado en las coordenadas 3°09′11″N 75°03′09″O en el departamento del Huila.  
| Noroeste: Villavieja                    | Norte: Alpujarra ( Tolima) (Río Cabrera) | Nordeste: Colombia                                        |
| Oeste: Límite entre Villavieja y Tello. |                                          | Este: Colombia                                            |
| Suroeste: Tello.                        | Sur: Tello.                              | Sureste: Uribe (Meta) y San Vicente del Caguán (Caquetá). |

### Hidrografía
Su sistema hidrográfico está conformado por tres vertientes que llevan sus aguas al río Magdalena. La primera vertiente parte de las veredas de Nueva Reforma, Turquestán y Río Blanco, allí nace el río Blanco que se une al río Negro, procedente de la vereda del mismo nombre para tomar el río Venado que desemboca en el Cabrera y este en el Magdalena. La tercera vertiente la conforma el río Guarocó que nace en la parte alta de la vereda Patía, cerca del nacimiento de la quebrada la Nutria y allí forma una micro cuenca que desemboca en el río Cabrera. En la vereda Soto, está localizada la Laguna de Las Nubes, surcada de plantas acuáticas y exuberante belleza. Igualmente sobresalen por su valor natural las fuentes termales Azufrales, los saltos del Guarocó y del Tequendama y las moyas del Boquerón y cueva de Las Lajas. 

### Relieve
Debido a su ubicación está conformado por territorios montañosos que corresponde a la cordillera oriental y en la que se destacan como accidentes orográficos los cerros: Balzar y Saltarén y la mesa Durugal. La jurisdicción está distribuida entre los pisos térmicos, cálido, medio y frío y sus suelos son bañados por las aguas de los ríos Cabrera y Venado, además de numerosas quebradas y corrientes de menor caudal.

### Clima
Debido a la variedad de pisos térmicos: cálido, medio y frío; presentes en la zona la temperatura es variada con promedios anuales de 28 °C en las zonas bajas cálidas hasta los 10 °C en las zonas paramunas de la cordillera oriental.

## Demografía
Según cifras del DANE, en el censo del año 2018. El municipio cuenta con una población de 9.751 habitantes, con una densidad de aproximadamente 13.23 habitantes por kilómetro cuadrado. Del total, 5.202 personas viven en la cabecera municipal (53.35%) y 4.549 en el área rural (46.65%). El 50,7% corresponden a hombres y el 49,3% a mujeres. Tan solo el 2,87%, se considera como población étnica.

## División administrativa y política
Haciendo los ajustes cartográficos el municipio de Baraya tiene una extensión de 71.047,0397 Has, la cual para la zona urbana corresponde a 121,2115 hectáreas y para la zona rural 70.925,8282 hectáreas. Políticamente el municipio está compuesto por la zona urbana conformada por 14 barrios y 33 Veredas:
| Zona Urbana | Zona Rural                                       | Zona Rural | Zona Rural |
| Zona Urbana | Centro Poblado                                   | Veredas | Veredas |
| --- | ------------------------------------------------ | --- | --- |
| Álvaro Silva Antonio Baraya Centro Estadio Gaitán Guarocó Inmaculada La Cruz Vivienda Abecar Pueblo Nuevo San Martin I San Martin II Turbay Villa Carmen | Patía Miramar El Hotel La Troja Arizona La Unión | Begonia Bejucal Cañón Cerro Negro El Vaticano Espinaloza Filoseco Honda La Batalla La Libertad Las Perlas Los Laureles Manzanares Montellano | Naranjales Nueva Reforma Parada Progreso Río Blanco Río Negro Salero San Pablo Siria Soto Venadito San Juan Totumito Turquéstan |

## Economía
Baraya, es netamente agrícola y pecuario, basándose su economía en la agricultura y la ganadería principalmente, y en menor proporción la piscicultura y la minería;  la actividad comercial y tur. En resumen, las tierras se dedican a pastos para ganadería y para el desarrollo de cultivos comerciales, convirtiéndose en los mayores generadores de ingresos familiares. 

### Agricultura
Sobresale el renglón de los cultivos permanentes y semipermanentes principalmente, el cual representa el 72% del total de las hectáreas dedicadas al sector agrícola y ha tenido un incremento del área cultivada del 29.2% con respecto al año 2003; de este renglón el cultivo más importante a nivel municipal es el café, que representa aproximadamente el 32% del total del área municipal dedicada a la agricultura.  
Dentro de otros cultivos permanentes y semipermanentes representativos en su orden de importancia podemos encontrar el plátano intercalado (13,45%), el cual ha presentado un aumento considerable del 36% con respecto al año 2003; seguido del cacao (10,25%), quien también presentó un aumento importante del 30,6% con respecto al mismo año.  Cabe también destacar aunque con menos representatividad, por un parte, el aumento en hectáreas cultivadas que han presentado cultivos como el lulo (130%), maracuyá (22,7%), y por la otra, la disminución de algunos cultivos como el tomate de árbol (26.1%) y los cítricos (22.7%).  De igual forma hay que destacar que en los últimos años aunque su representatividad es baja, se vienen presentando nuevos cultivos como caña panelera, papaya, granadilla, aguacate, cholupa, mora, uva, piña y curuba; los cuales deben de fomentarse, pues son productos promisorios que pueden desarrollarse a una mayor escala, teniendo en cuenta que las condiciones del suelo y clima de la región, son propicias para dichos cultivos.
Los cultivos semestrales en general han presentado una reducción drástica (55%) en cuanto al total de hectáreas cultivadas con respecto al año 2003, principalmente cultivos como el  arroz (70%), maíz tradicional (67.7%), fríjol tradicional (57%), tomate de mesa (54.2%), fríjol tecnificado (53%), pimentón (50%) y arveja (36%); esto debido principalmente a la baja rentabilidad de algunos cultivos por una parte y la falta de canales adecuados de comercialización.
El desarrollo de cultivos anuales es muy incipientes, pues tan solo representan el 3.55 % de las hectáreas cultivadas, presentando una reducción del 15.4% con respecto al año 2003; sobresalen como únicas especies la yuca y la arracacha.
En general el sector agrícola en los últimos años ha presentado una reducción de 12.8% con respecto a las hectáreas cultivadas en el año 2003; esto demuestra el abandono en que está sumido dicho sector y la falta de políticas claras y efectivas que permitan el desarrollo integral del sector.
A nivel departamental, Baraya se destaca en la producción de cholupa (4,6%), lulo (4,23%) y tomate de árbol (6,6%) ocupando el quinto puesto; y en la producción de maracuyá (6,7%) ocupando el sexto puesto,

## Servicios públicos
- Energía Eléctrica: Electrohuila, es la empresa prestadora del servicio de energía eléctrica.
- Gas Natural: Alcanos de Colombia, es la empresa distribuidora y comercializadora de gas natural en el municipio.